# ハルラ
ハルラ（Halla、1945年5月16日 - 1979年5月19日）は、ドイツの障害飛越競技馬。ハンス＝ギュンター・ウィンクラー (Hans Günter Winkler) の愛馬の一頭で、1956年メルボルンオリンピック（馬術のみストックホルムで代替開催）、1960年ローマオリンピックで活躍した。この2大会を通じ、馬術競技馬として史上最多となる3個の金メダルを獲得している。
- 別名: ソネングランツ
- 性別: 牝馬
- 毛色: 鹿毛
- 白斑: 星、黒点
- 体高: 16.2ハンド
- 血統: 父オブレスト、母ヘレネ
- 生産者: グスタフ・ヴィエリング
- 生産国:  ドイツ（ヘッセン州ダルムシュタット）
- 騎手: ハンス＝ギュンター・ウィンクラー

ハルラはドイツのグスタフ・ヴィエリングの牧場で生まれた。父はスタンダードブレッドのオブレスト、母は血統不詳のフランス産トロッターのヘレネ。当初は軍馬として用いられたが、素質をうかがわせながら誰も乗りこなせなかったため、ドイツのオリンピック委員会に見出され、1951年に競技馬としてハンス＝ギュンター・ウィンクラーが購入した。
馬術競技馬として成功し、1954年・1955年の世界選手権を優勝して1956年のストックホルムで行われたメルボルンオリンピックに臨んだ。団体障害飛越の1走目は最後から2番目の障害で飛越が早過ぎたため、騎手のウィンクラーは放り出されたが、手綱を放さなかったため落馬はしなかったものの、鼠径部を強打し、激しい痛みを伴った。しかしここでリタイアすればドイツチームの優勝はなくなるため、ウィンクラーは怪我をおして2走目を無事完走し、ドイツチームに優勝をもたらした。また個人障害飛越でもこのコンビで優勝している。さらには1960年のローマオリンピックでも団体障害飛越を優勝し、連覇を成し遂げている。これらを含め合計125の競技大会で優勝しており、ハルラの五輪金メダル3個獲得は同一馬による最多記録としてギネスブックにも登録されている。
1960年10月25日の競技を最後に引退、その後8頭の産駒を残したが活躍馬は出ず、1979年5月19日老衰により死亡。34歳の長寿だった。

## 競技成績
- 1956年 メルボルンオリンピック障害飛越個人 - 金メダル
- 1956年 メルボルンオリンピック障害飛越団体 - 金メダル
- 1960年 ローマオリンピック障害飛越団体 - 金メダル
- 1954年 世界選手権（マドリード） - 優勝
- 1955年 世界選手権（アーヘン） - 優勝
- 1958年 ヨーロッパ選手権（アーヘン）障害飛越個人 - 銅メダル

以下は国際的なグランプリ優勝。
- 1957年 CHIOアーヘングランプリ
- 1958年 ヴィーズバーデングランプリ
- 1959年 CSIOローマグランプリ
- 1955年 ハンブルクダービー